# Theodore A. Peyser

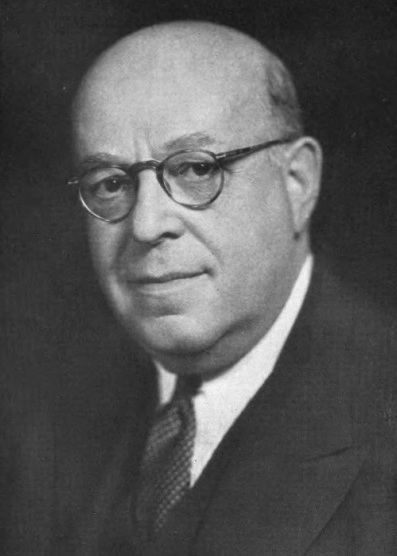
Theodore A. Peyser

Theodore Albert Peyser (* 18. Februar 1873 in Charleston, West Virginia; † 8. August 1937 in New York City) war ein US-amerikanischer Politiker. Zwischen 1933 und 1937 vertrat er den Bundesstaat New York im US-Repräsentantenhaus.

## Werdegang
Theodore Albert Peyser wurde ungefähr acht Jahre nach dem Ende des Bürgerkrieges in Charleston geboren. Er besuchte öffentliche Schulen. Dann ging er bis 1893 unterschiedlichen Tätigkeiten nach. Zu diesem Zeitpunkt zog er nach Cincinnati (Ohio), wo er als Geschäftsreisender arbeitete. Er übte diesen Beruf bis 1900 aus. Dann zog er nach New York City. Er war im Lebensversicherungsgeschäft tätig. Politisch gehörte er der Demokratischen Partei an.
Bei den Kongresswahlen des Jahres 1932 für den 73. Kongress wurde Peyser im 17. Wahlbezirk von New York in das US-Repräsentantenhaus in Washington, D.C. gewählt, wo er am 4. März 1933 die Nachfolge von Ruth Baker Pratt antrat. Er wurde zwei Mal in Folge wiedergewählt, starb allerdings am 8. August 1937 während seiner letzten Amtszeit in New York City. Sein Leichnam wurde auf dem United Cemetery in Cincinnati beigesetzt.